# 고유명사학

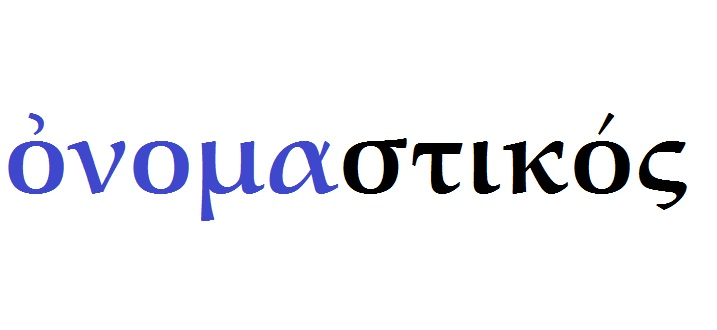

고유명사학(固有名詞學) 또는 명명학(命名學)은 단어의 어원 및 단어의 모든 종류의 고유 명사의 학문이다. 지명학이나 인명학은 이 학문의 분과이다.

## 같이 보기
- 지명학
- 인명학
- 어원학